# The Zone of Interest
The Zone of Interest (conocida en español como La zona de interés en España y Zona de interés en Hispanoamérica) es una película de suspenso psicológico bélico histórico británica-polaca-estadounidense de 2023, escrita y dirigida por Jonathan Glazer, producida por James Wilson y Ewa Puszczyńska, basada libremente en la novela homónima de Martin Amis. La película presenta la historia de la familia Hoss, que vive junto a un campo de concentración durante el Holocausto Judío de la Segunda Guerra Mundial. Fue rodada en 2021 en Auschwitz, en alemán, polaco e ídish y fue protagonizada por Christian Friedel y Sandra Hüller.
The Zone of Interest recibió elogios tras su estreno en el Festival de Cannes, en donde ganó el Premio del Jurado y el Premio FIPRESCI. Fue nominada a los premios Oscar en 5 categorías, incluyendo mejor película internacional por Reino Unido, mejor dirección y mejor película.
Fue nombrada mejor película por la Asociación de Críticos de Cine de Los Ángeles y seleccionada como una de las cinco mejores películas internacionales de 2023 por la National Board of Review. También fue nominada a tres premios Globos de Oro, incluida la mejor película dramática, y nueve Premios BAFTA, incluida la mejor película británica.En los Premios Oscar de 2024, la película ganó el premio a Mejor Película Internacional y Mejor Sonido.

## Sinopsis
En 1943, Rudolf Höss, comandante del campo de concentración de Auschwitz, vive con su esposa  Hedwig y sus cinco hijos en una casa idílica junto al mismo. Cuando no está en ejercicio de sus funciones, Höss es un padre amoroso que  lleva a los niños a pasear, nadar y pescar, y Hedwig dedica tiempo a cuidar el jardín. Los sirvientes se encargan de las tareas del hogar y las pertenencias de los prisioneros se entregan a la familia. Más allá del muro del jardín se oyen disparos, gritos y sonidos de trenes y hornos.
Höss aprueba el diseño de un nuevo crematorio suministrado por la empresa Topf und Söhne, que pronto estará operativo. Un día ve restos humanos en el río mientras estaba con sus hijos dentro del agua y envía una nota al personal del campamento reprendiéndolos por su descuido. Se da a entender que tiene relaciones sexuales con prisioneros en su oficina. Mientras tanto una adolescente polaca, que vive cerca de ellos, se escapa todas las noches y esconde comida en los lugares de trabajo de los prisioneros para que la encuentren.
Höss recibe la noticia de que será ascendido a subinspector de todos los campos de concentración y deberá trasladarse a Uraniemburgo, cerca de Berlín. Él se opone en vano y oculta la noticia a Hedwig durante varios días. Hedwig, profundamente apegada a su hogar, le ruega que convenza a sus superiores para que la dejen quedarse a ella y a los niños, ya que siempre había soñado con una casa como la que tienen. Se aprueba la solicitud y Höss se muda. La madre de Hedwig viene para quedarse, pero se horroriza al ver las llamas del crematorio y por los gritos que se escuchaban continuamente, así que procede a escribir una carta de despedida y marcharse al día siguiente. Hedwig encuentra la carta, pero no le interesa leerla y la quema.
Meses después de llegar a Berlín, en reconocimiento a su trabajo, a Höss se le encarga encabezar una operación que lleva su nombre y que transportará a 700 000 judíos húngaros a Auschwitz para ser asesinados. Esto le permite regresar a Auschwitz y reunirse con su familia. Asiste vacantemente a una fiesta para celebrar la operación y le confiesa a Hedwig por teléfono que pasó su tiempo allí pensando en la forma más eficiente de llenar con gas la habitación.
Cuando Höss sale de su oficina de Berlín bajando unas escaleras, se detiene, vomita repetidamente y mira fijamente la oscuridad. Finalmente, hay un salto en el tiempo, en la actualidad, un grupo de conserjes limpia el Museo Estatal de Auschwitz-Birkenau como memoria de los 1,1 millones de personas que murieron allí, incluidos 960 000 judíos, durante la Segunda Guerra Mundial y el Holocausto.

## Reparto

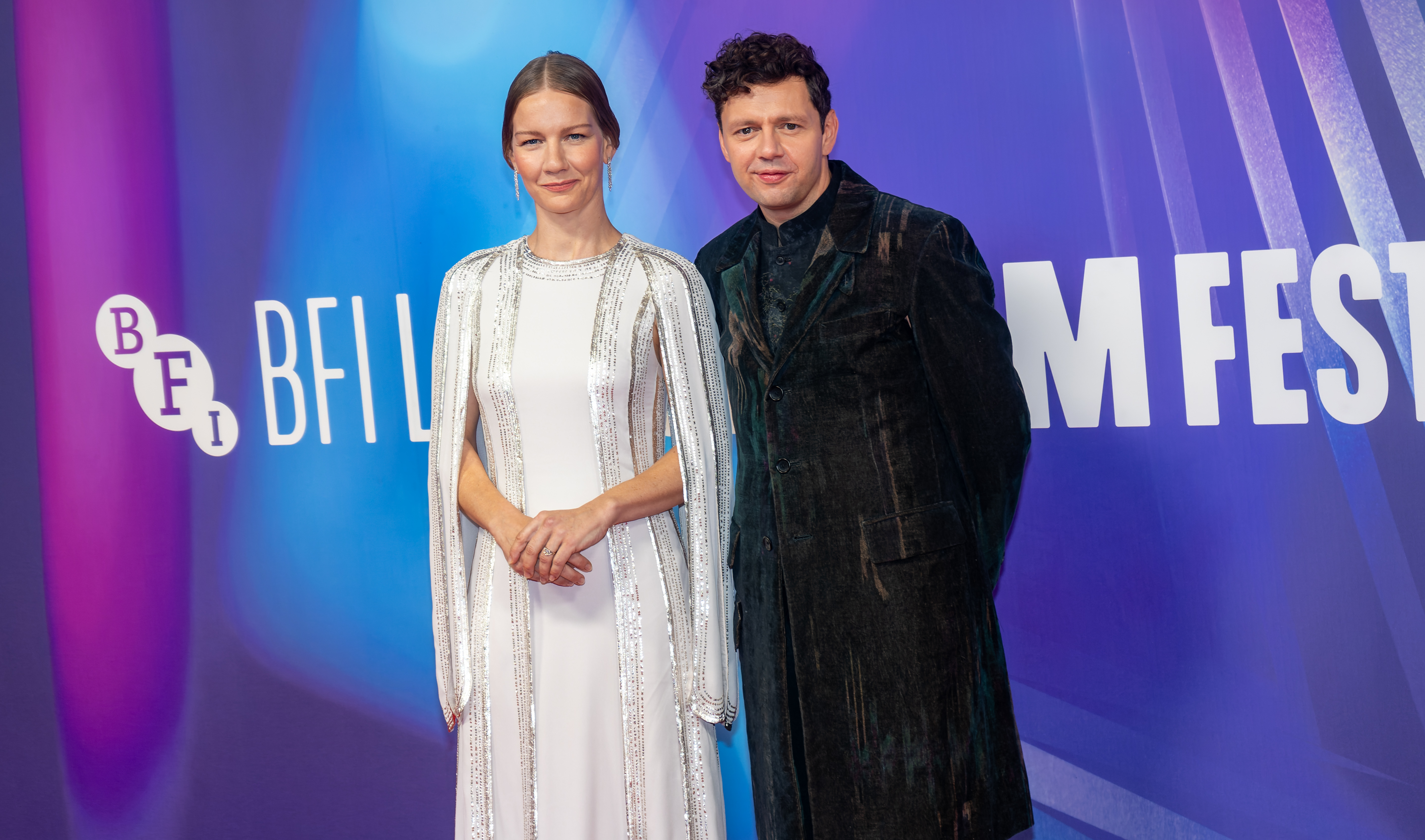
Los actores Christian Friedel y Sandra Hüller (En el London Film Festival de 2023), interpretaron al matrimonio Höss.

- Christian Friedel como Rudolf Höss
- Sandra Hüller como Hedwig Höss[6]
- Ralph Herforth como Oswald Pohl
- Johann Karthaus como Claus[7]
- Imogen Kogge como la madre de Hedwig
- Luis Noah Witte como Hans Höss
- Nele Ahrensmeier como Inge-Birgit
- Lilli Falk como Heidetraut
- Medusa Knopf como Elfriede
- Daniel Holzberg como Gerhard Maurer
- Sascha Maaz como Arthur Liebehenschel
- Max Beck como Schwarzer
- Wolfgang Lampl como Hans Burger
- Freya Kreutzkam como Eleanor Pohl
- Julia Polaczek como Aleksandra Bystroń-Kołodziejczyk
- Stephanie Petrowitz como Sophie Stippel

## Contexto histórico

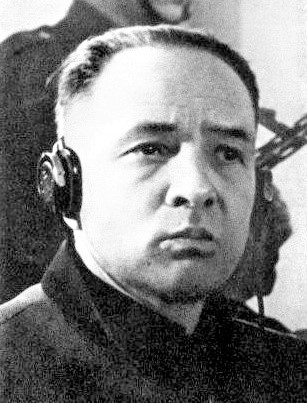
Rudolf Höss en 1947.

Según Britannica, Rudolf Höss sirvió en la Primera Guerra Mundial, después de lo cual comenzó a afiliarse a grupos conservadores. Fue arrestado y encarcelado entre 1923 y 1928 por su asociación con dichos grupos. Algún tiempo después de su liberación, se unió al Partido Nazi y sirvió en las SS.
En 1934, comenzó a trabajar en el Campo de concentración de Dachau antes de que en 1940 se le asignara el puesto de comandante de Auschwitz.
Si bien la película es una adaptación de la novela homónima de Martin Amis, el libro utilizó hechos reales como inspiración para este trabajo, cambiando el nombre de los personajes. Glazer, sin embargo, optó por volver a los personajes de la vida real en su adaptación, concretamente a Rudolf (Friedel) y Hedwig Höss (Hüller) y su familia.

## Producción

### Desarrollo

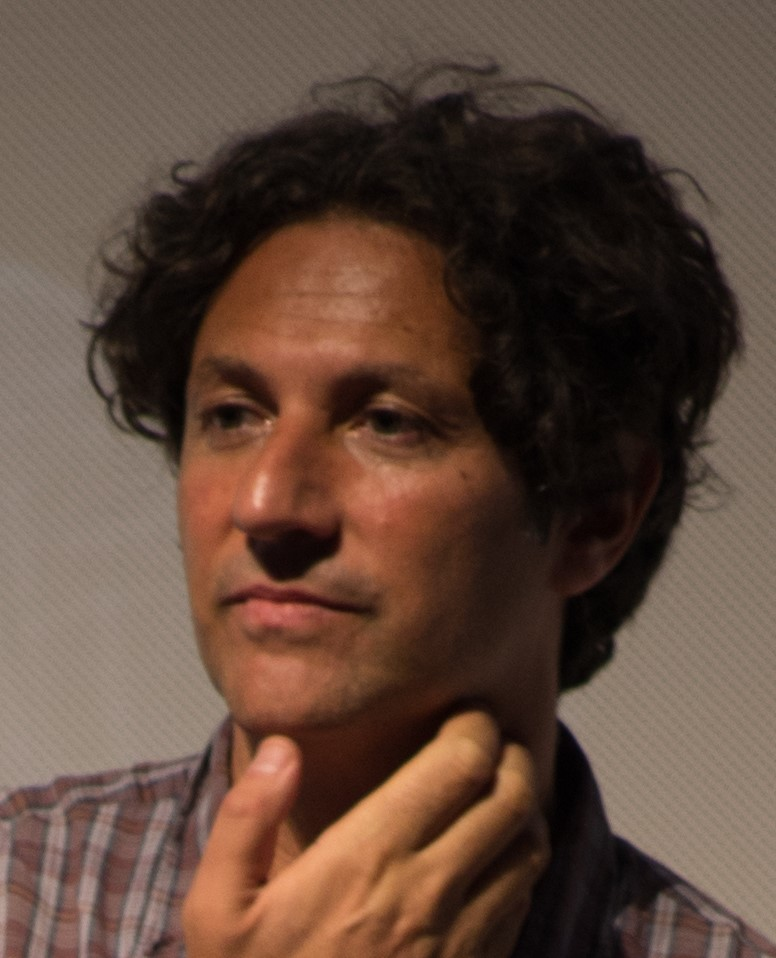
El director del filme Jonathan Glazer.

Glazer confirmó el desarrollo del proyecto en 2019. El rodaje comenzó en junio de 2021 y, según los informes, terminó en enero de 2022.Glazer afirmó que, a diferencia de películas anteriores sobre el Holocausto como La lista de Schindler (1993) o El hijo de Saúl (2015), a él no le interesaba la historia desde la perspectiva de las víctimas y los perpetradores, sino más bien de los espectadores inocentes que observaron las atrocidades.

### Guion y reparto
Glazer optó por utilizar personajes históricos y realizó dos años de extensa investigación sobre los Höss. Hizo varias visitas a Auschwitz y quedó profundamente afectado al ver la residencia Höss. Colaboró con el Museo de Auschwitz y otras organizaciones, y obtuvo un permiso especial para acceder a los archivos, donde examinó testimonios proporcionados por sobrevivientes y personas que habían trabajado en la casa Höss. Al reunir estos testimonios, Glazer construyó gradualmente una descripción detallada de las personas relacionadas con los eventos. También consultó el libro de 2015 del historiador Timothy Snyder, Black Earth: The Holocaust as History and Warning.
A Sandra Hüller primero le enviaron un extracto del guion, una discusión entre Rudolf y Hedwig presentada fuera de contexto, antes de conocer la naturaleza del proyecto como película sobre el Holocausto. Aunque había decidido nunca interpretar a un nazi, Hüller se convenció después de leer el guion completo y reunirse con Glazer, creyendo que él compartía y abordaba sus preocupaciones sobre cómo representar adecuadamente el nazismo en la pantalla. El propio perro de Hüller, un Weimaraner negro, interpreta a Dilla, la perra de la familia Höss en el filme.
Glazer confiesa que el único punto para hacer esta película era que tuviera que ver con la actualidad y provocar la reflexión sobre un modo de actuar violento que sigue sin cambiar en el ser humano: "Creo que tenemos que evolucionar fuera de nuestra capacidad de violencia. Me niego a creer que no podamos salir de esto, pero es absolutamente necesario que cada uno de nosotros tenga que afrontarlo. La película trata sobre nuestra capacidad y la posibilidad de que cada uno de nosotros sea un perpetrador, sobre qué elegimos amar, con quién elegimos empatizar y con quién decidimos no hacerlo. Es un conjunto de circunstancias muy complejo. Pero creo que fundamentalmente es un examen interior. El filme intenta conectar inconscientemente con el espectador".

### Aleksandra, una historia real
Los únicos momentos en los que la película muestra otro punto de vista ocurren de noche. En estas imágenes se ve a una niña, a la que la cámara representa casi como un fantasma, que se mueve de forma clandestina por una obra en construcción bajo una vía férrea que se adentra en el campo, dejando manzanas en la tierra para que los hambrientos prisioneros que trabajan las encuentren al día siguiente. 
Estas secuencias surgieron después de que Glazer conociera a una anciana de 90 años llamada Aleksandra Bystroń-Kołodziejczyk, que había trabajado para la resistencia polaca cuando sólo tenía 12 años. Ella le contó cómo había ido en bicicleta al campo para dejar manzanas y que había encontrado la misteriosa pieza de música escrita que, después supo, había sido compuesta por un prisionero de Auschwitz llamado Thomas Wolf, que sobrevivió a la guerra.
"Alexandria vivía en la casa en la que rodamos", dice Glazer. "Usamos su bicicleta y el vestido que lleva la actriz era suyo. Por desgracia, murió unas semanas después de que habláramos", explica a The Guardian.

### Rodaje

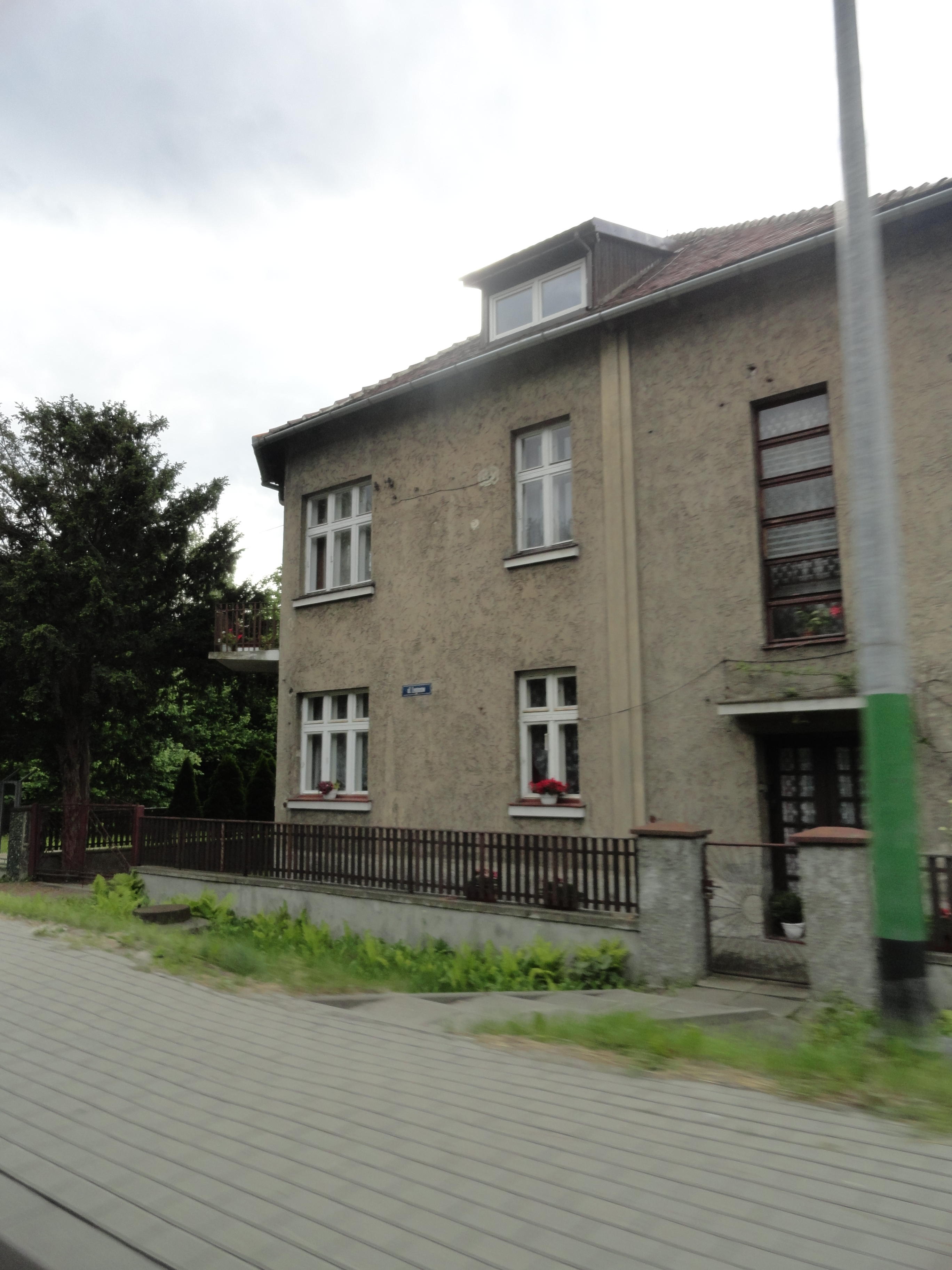
Vivienda de Rudolph Höss en Oświęcim (Polonia), foto de 2012.

Glazer no quería que las atrocidades que ocurrían dentro del campo fueran vistas, sólo escuchadas. Con ese fin, el diseñador de sonido Johnnie Burn compiló un documento de 600 páginas que contiene eventos relevantes en Auschwitz, testimonios de testigos y un gran mapa del campo para que la distancia y los ecos de los sonidos pudieran determinarse adecuadamente. Pasó un año construyendo una biblioteca de sonidos antes de que comenzara la filmación, que incluía sonidos de maquinaria de fabricación, crematorios, hornos, botas, disparos con precisión de época y sonidos humanos de dolor. Continuó construyendo la biblioteca hasta bien avanzado el rodaje y la posproducción. Mica Levi inicialmente escribió una banda sonora para la película, la mayor parte de la cual luego fue descartada porque Glazer y Burn no querían que la película "endulzara o dramatizara" con ella. La música que Levi escribió para el prólogo permaneció en la película, al igual que los paisajes sonoros creados para varias secuencias y un collage sonoro para el epílogo.
Glazer estableció desde el principio que rodaría sin luz artificial. Todas las fuentes de luz de la película son naturales: el sol, la luna, lámparas de aceite, bombillas eléctricas o las velas de la casa de los Höss. Las imágenes nocturnas se rodaron con una cámara térmica utilizada por los militares polacos. "Lo que se ve no es luz, es calor", explica Glazer. "Se filmó con una cámara de vigilancia militar. Teníamos que tener a alguien del ejército polaco con nosotros cada vez que la sacábamos de la caja, porque está clasificada oficialmente como arma". Glazer decidió utilizar hasta cinco cámaras fijas en el set de rodaje sin equipo visible para captar muchas escenas, de modo que los actores no sabían si estaban siendo filmados en un primer plano o en un plano general. Se sumergieron totalmente en la escena y disfrutaron trabajando en ese entorno tan realista.

### Sonido y banda sonora
La película de Glazer contiene una secuencia directamente inspirada en este pasaje: Rudolf Höss (interpretado por Friedel) deambula distraído por una elegante recepción berlinesa destinada a celebrar el arranque de la operación que acabaría llevando su nombre. El espectador lo acompaña, a través de planos largos e impersonales, hasta el piso más alto del edificio, donde se observa cómo el comandante de Auschwitz realiza sus cálculos mentales con la desapasionada curiosidad de quien ha incorporado la forma más pura y abyecta de horror a su cotidianeidad, hasta el punto de que ambas realidades terminaron hace tiempo por integrar una única e indisociable experiencia. No es hasta que la secuencia termina cuando se concluye sobre la existencia de uno de sus elementos más espeluznantes: la ausencia de música. Quizá se escuche algún violín lejano en una de las habitaciones, pero no dentro de la cabeza de Höss. Allí solo hay espacio para desafíos logísticos.
Cuando el director de The Zone of Interest reactivó su colaboración con Mica Levi, con quien ya había trabajado previamente en Under the Skin (2013) y los cortometrajes The Fall (2019) y Strasbourg 1518 (2020), para encargarle una nueva banda sonora, elle se puso en contacto con el montador Paul Watts y el diseñador de sonido Johnnie Burn para empezar a encajar sus composiciones en el ensamblaje final de la película, lo cual reveló de inmediato un problema irreconciliable: la música de Levi estaba, en sus propias palabras, «compitiendo» con el sonido ambiente de la residencia Höss, un pequeño edén de tranquilidad familiar y flores radiantes a escasos centímetros del vórtice. Para Glazer, las atrocidades inimaginables e invisibles que se cometen al otro lado del muro son «la otra película; probablemente, la película», luego el equipo comprendió ya durante las primeras semanas de posproducción que The Zone of Interest tenía que ser, durante el grueso de su metraje, un juego de disonancias entre lo que se ve (por ejemplo, una fiesta de cumpleaños en el jardín) y lo que se escucha fuera de campo.

## Estreno

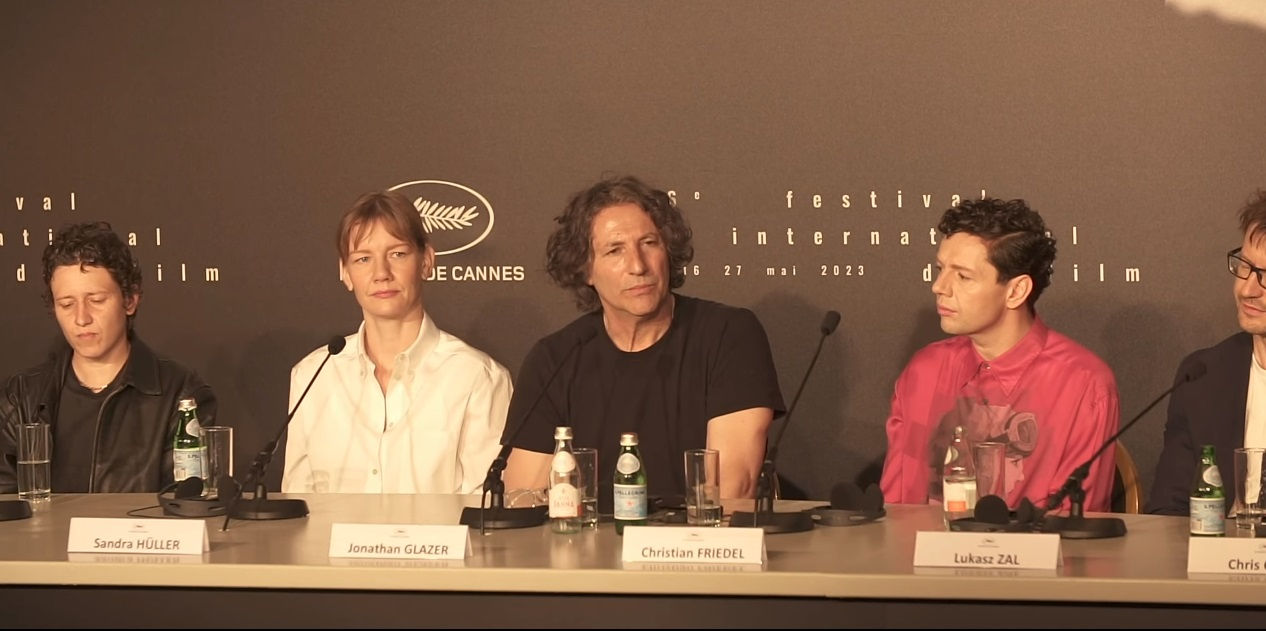
Conferencia de prensa en el Festival de Cannes (en el centro: Sandra Hüller, Jonathan Glazer y Christian Friedel)

Su estreno mundial ha tenido lugar en el Festival de Cine de Cannes 2023 en mayo de 2023.
A24 planeó su estreno en cines en los Estados Unidos para su distribución en 2023. Varios compradores de películas se quejaron en Cannes del alto precio que cobraba A24 por los derechos de explotación internacional después de que La zona de interés fuera ampliamente discutida y considerada una de las favoritas a la Palma de Oro. Temían que el enfoque experimental y desafiante de Glazer hiciera que la película fuera difícil de dirigir al público. Los derechos de explotación para Alemania y Austria fueron asegurados por Leonine Distribution, que inicialmente quería llevar la película a los cines de esos países en 2023, pero desde entonces pospuso el estreno en los cines alemanes y austriacos hasta el 29 de febrero de 2024. En España se estrenó el 19 de enero de ese año, mientras que en Argentina y México se estrenó en cines el 15 de febrero.
| Fechas de estreno (Fuente: IMDb). |                                                     |                |                                                       |
| País                              | Fecha de estreno                                    | País           | Fecha de estreno                                      |
| Francia                           | 19 de mayo de 2023 Festival de Cannes               | Estados Unidos | 1 de septiembre de 2023 Festival de Cine de Telluride |
| Canadá                            | 7 de septiembre de 2023 Festival de Cine de Toronto | Finlandia      | 16 de septiembre de 2023 Festival de Cine de Helsinki |
| España                            | 22 de septiembre de 2023 Festival de San Sebastián  | Reino Unido    | 12 de octubre de 2023 BFI London Film Festival        |
| Turquía                           | 14 de octubre de 2023                               | Bélgica        | 31 de enero de 2024                                   |
| Croacia                           | 1 de febrero de 2024                                | Brasil         | 9 de febrero de 2024                                  |
| Ecuador                           | 9 de febrero de 2024                                | Suecia         | 9 de febrero de 2024                                  |
| Argentina                         | 15 de febrero de 2024                               | México         | 15 de febrero de 2024                                 |
| Hungría                           | 15 de febrero de 2024                               | Perú           | 15 de febrero de 2024                                 |
| Australia                         | 22 de febrero de 2024                               | Hong Kong      | 22 de febrero de 2024                                 |
| Italia                            | 22 de febrero de 2024                               | Ucrania        | 22 de febrero de 2024                                 |
| Alemania                          | 29 de febrero de 2024                               | Tailandia      | 7 de marzo de 2024                                    |
| Polonia                           | 8 de marzo de 2024                                  | Japón          | 24 de mayo de 2024                                    |

## Recepción

### Crítica
Después del lanzamiento de la película, Glazer comentó que el Holocausto, ocurrido todavía hace menos de 100 años, es uno de los episodios más oscuros de la historia de la humanidad, en el que Auschwitz-Birkenau concentró las peores atrocidades que un ser puede cometer. Es la memoria, por lo tanto, un elemento fundamental para reproducir con respeto este acontecimiento a través de la literatura, la música o el cine, como ha hecho en esta ocasión The Zone of Interest. Tal y como su propio director ha contado públicamente: "El reto era pensar en cómo podemos contar una película que hable de lo subyacente al holocausto, de la capacidad humana para la violencia que, claramente, tenemos como especie".
The Zone of Interest recibió reseñas generalmente positivas de parte de la crítica y de la audiencia. En el sitio web agregador de reseñas Rotten Tomatoes, la película posee una aprobación de 98 %, basada en 166 reseñas, con una calificación de 8.7/10 y un consenso crítico que dice "Al examinar desapasionadamente la existencia ordinaria de las personas cómplices de crímenes horrendos, The Zone of Interest nos obliga a mirar fríamente la mundanidad detrás de una brutalidad imperdonable".
El sitio web Metacritic le dio a la película una puntuación de 91 de 100, basada en 45 reseñas, indicando "aclamación universal". En el sitio IMDb los usuarios le asignaron una calificación de 8.0/10, sobre la base de más de 2000 votos, mientras que en la página web FilmAffinity la película tiene una calificación de 7.2/10, basada en 262 votos.

### Premios y nominaciones
La película fue estrenada por primera vez en el Festival de Cannes en donde compitió por la Palma de Oro, fue candidata a tres categorías en los Premios Globos de Oro, incluida Mejor Película - Drama y recibió un total de nueve nominaciones en los Premios BAFTA en donde finalmente recibió galardones en la categoría de Mejor Película Británica (para Glazer), Mejor Sonido (para Johnnie Burn y Tarn Willers) y Mejor Película de Habla no Inglesa (en representación del Reino Unido, coproducida en Polonia y Estados Unidos), Sandra Hüller fue nominada como Mejor Actriz de Reparto. Además, recibió cinco candidaturas en los Premios Oscar, incluyendo Mejor Película y Mejor Director para Glazer.

### Discurso en los Premios Oscar 2024
En la edición 96° de los Premios Oscar, Jonathan Glazer ganó el Oscar a Mejor Película Internacional, y subió a recibir su premio junto a James Wilson, productor y frecuente colaborador de Glazer, y Len Blavatnik, billonario ucraniano que ha diversificado sus inversiones en bienes raíces y entretenimiento. Glazer condenó la guerra en Gaza y declaró:
"Todas nuestras decisiones buscaban reflejarnos y confrontarnos en el presente. No para decir 'mira lo que hicieron entonces', sino 'mira lo que hacemos ahora'. Nuestra película muestra a dónde lleva la deshumanización, llevada a su peor versión, que ha dado forma a todo nuestro pasado y nuestro presente. Ahora comparecemos aquí como hombres que se niegan a que su judaísmo y el Holocausto se vean secuestrados por una ocupación que ha llevado al conflicto a tantas personas inocentes. Sean las víctimas del 7 de octubre en Israel o del ataque que se está llevando a cabo en Gaza todas las víctimas de esta deshumanización - ¿cómo podemos resistir?"
Al terminar el discurso, Glazer dedicó su premio a Aleksandra Bystroń-Kołodziejczyk, una mujer polaca que fue parte de la resistencia a los 12 años durante la 2° Guerra Mundial y a quien conoció antes de iniciar el rodaje. 
El músico y cineasta estadounidense de ascendencia judía Boots Riley elogió a Glazer "por hablar contra las atrocidades de Gaza". IfNotNow, una organización judía estadounidense que ha acusado a Israel de genocidio, también elogió el discurso de Glazer y declaró que "cada vez más judíos dejan claro que sus valores judíos les llevan a pronunciarse contra Israel." Sin embargo, ha sido fuertemente criticado por figuras a favor de las acciones de Israel, incluyendo a Danny Danon, diputado del partido Likud, quien declaró que es "una vergüenza que un director judío se aproveche del escenario que le dieron para hacer declaraciones antisemitas comparando el Holocausto con la guerra inevitable que nos fue forzada". La Liga Antidifamación calificó al discurso de "incorrecto en los hechos y moralmente censurable". El 18 de marzo, más de 450 artistas, incluyendo a Jennifer Jason.Leigh, Eli Roth, Amy Sherman-Palladino, Debra Messing y Brett Gelman, firmaron una carta abierta publicada en la revista Variety donde critican negativamente el discurso de Glazer, rechazando que la religión sea "secuestrada" para compararla con "un régimen nazi que trató de exterminar a una raza de personas con una nación israelí que trata de evitar su propio exterminio", además de criticar el uso de la palabra "ocupación".

### Premios Óscar
| Premio                            | Categoría                    | Receptores                  | Resultado | Ref.   |
| --------------------------------- | ---------------------------- | --------------------------- | --------- | ------ |
| 96.ª edición de los Premios Óscar | Mejor Película               | James Wilson                | Nominada  | [ 35 ] |
| 96.ª edición de los Premios Óscar | Mejor Director               | Jonathan Glazer             | Nominada  | [ 35 ] |
| 96.ª edición de los Premios Óscar | Mejor Guion Adaptado         | Jonathan Glazer             | Nominado  | [ 35 ] |
| 96.ª edición de los Premios Óscar | Mejor Sonido                 | Tarn Willers y Johnnie Burn | Ganadores | [ 35 ] |
| 96.ª edición de los Premios Óscar | Mejor Película Internacional | Jonathan Glazer             | Ganadora  | [ 35 ] |

### Premios BAFTA
| Premio                            | Categoría                          | Receptores                                     | Resultado | Ref.   |
| --------------------------------- | ---------------------------------- | ---------------------------------------------- | --------- | ------ |
| 77.ª edición de los premios BAFTA | Mejor Película Británica           | Jonathan Glazer                                | Ganadora  | [ 36 ] |
| 77.ª edición de los premios BAFTA | Mejor Director                     | Jonathan Glazer                                | Nominado  | [ 36 ] |
| 77.ª edición de los premios BAFTA | Mejor Película de Habla no Inglesa | Jonathan Glazer                                | Ganador   | [ 36 ] |
| 77.ª edición de los premios BAFTA | Mejor Guion Adaptado               | Jonathan Glazer                                | Nominado  | [ 36 ] |
| 77.ª edición de los premios BAFTA | Mejor Actriz de Reparto            | Sandra Hüller                                  | Nominada  | [ 36 ] |
| 77.ª edición de los premios BAFTA | Mejor Diseño de Producción         | Joanna Maria Kuś, Chris Oddy, Katarzyna Sikora | Nominados | [ 36 ] |
| 77.ª edición de los premios BAFTA | Mejor Sonido                       | Johnnie Burn, Tarn Willers                     | Ganadores | [ 36 ] |
| 77.ª edición de los premios BAFTA | Mejor Montaje                      | Paul Watts                                     | Nominado  | [ 36 ] |
| 77.ª edición de los premios BAFTA | Mejor Fotografía                   | Łukasz Żal                                     | Nominado  | [ 36 ] |

### Premios Globos de Oro
| Premio                                   | Categoría                          | Receptores      | Resultado | Ref.   |
| ---------------------------------------- | ---------------------------------- | --------------- | --------- | ------ |
| 81° edición de los Premios Globos de Oro | Mejor película - Drama             | Jonathan Glazer | Nominado  | [ 37 ] |
| 81° edición de los Premios Globos de Oro | Mejor Película de Habla no Inglesa | Jonathan Glazer | Nominado  | [ 37 ] |
| 81° edición de los Premios Globos de Oro | Mejor Banda Sonora                 | Mica Levi       | Nominada  | [ 37 ] |

### Premios del Cine Europeo
| Premio                                      | Categoría                                                  | Receptores                  | Resultado | Ref.   |
| ------------------------------------------- | ---------------------------------------------------------- | --------------------------- | --------- | ------ |
| 36° edición de los Premios del Cine Europeo | Mejor película Europea                                     | Jonathan Glazer             | Nominado  | [ 38 ] |
| 36° edición de los Premios del Cine Europeo | Mejor Director Europeo                                     | Jonathan Glazer             | Nominado  | [ 38 ] |
| 36° edición de los Premios del Cine Europeo | Mejor Actor Europeo                                        | Christian Friedel           | Nominado  | [ 38 ] |
| 36° edición de los Premios del Cine Europeo | Mejor Actriz Europea                                       | Sandra Hüller               | Nominada  | [ 38 ] |
| 36° edición de los Premios del Cine Europeo | Mejor Guionista Europeo                                    | Jonathan Glazer             | Nominado  | [ 38 ] |
| 36° edición de los Premios del Cine Europeo | Mejor Diseñador de Sonido Europeo (premio a la excelencia) | Johnnie Burn y Tarn Willers | Ganadores | [ 38 ] |